# Immetalia tyrianthina
Immetalia tyrianthina là một loài bướm đêm trong họ Noctuidae.